# Секачёва, Ирина Вячеславовна
Ири́на Вячесла́вовна Секачёва (укр. Ірина В'ячеславівна Секачова; род. 21 июля 1976, Васильков, Киевская область) — украинская легкоатлетка, специалистка по метанию молота. Выступала на профессиональном уровне в 1997—2018 годах, победительница и призёрка ряда крупных международных турниров, многократная чемпионка Украины, действующая рекордсменка страны, участница трёх летних Олимпийских игр.

## Биография
Ирина Секачёва родилась 21 июля 1976 года в городе Васильков Киевской области Украинской ССР.
Впервые заявила о себе в лёгкой атлетике в сезоне 1997 года, когда в зачёте метания молота выиграла бронзовую медаль на чемпионате Украины в Киеве.
В 1998 году стала серебряной призёркой на чемпионате Украины в Киеве, в составе украинской сборной метала молот на чемпионате Европы в Будапеште.
Будучи студенткой, в 1999 году представляла Украину на Всемирной Универсиаде в Пальме.
В 2000 году впервые одержала победу на чемпионате Украины в Киеве, впоследствии ещё неоднократно выигрывала украинское национальное первенство. Благодаря череде успешных выступлений удостоилась права защищать честь страны на летних Олимпийских играх в Сиднее — на предварительном квалификационном этапе метнула молот на 61,44	метра, чего оказалось недостаточно для выхода в финал.
В 2001 году среди прочего закрыла десятку сильнейших на Всемирной Универсиаде в Пекине.
В 2002 году была третьей на Кубке Европы в Анси, выступила на чемпионате Европы в Мюнхене.
В 2003 году участвовала в чемпионате мира в Париже, в финал не вышла.
В 2004 году отметилась победой на Кубке Европы в Быдгоще, с результатом 70,40 заняла восьмое место на Олимпийских играх в Афинах.
На чемпионате мира 2005 года в Хельсинки была пятой.
В 2006 году показала третий результат на Кубке Европы в Малаге, восьмой результат на чемпионате Европы в Гётеборге.
В 2008 году на чемпионате Украины в Киеве превзошла всех соперниц и установила ныне действующий рекорд страны в метании молота — 74,52 метра. Принимала участие в Олимпийских играх в Пекине — на предварительном квалификационном этапе метнула молот на 67,47 метра, в финал не вышла.
В 2009 году отметилась выступлением в метании молота на чемпионате мира в Берлине.
В 2013 году была заявлена на чемпионат мира в Москве, присутствовала в стартовом протоколе, но в итоге на старт здесь не вышла.
Завершила спортивную карьеру по окончании сезона 2018 года.